# Dorgelo

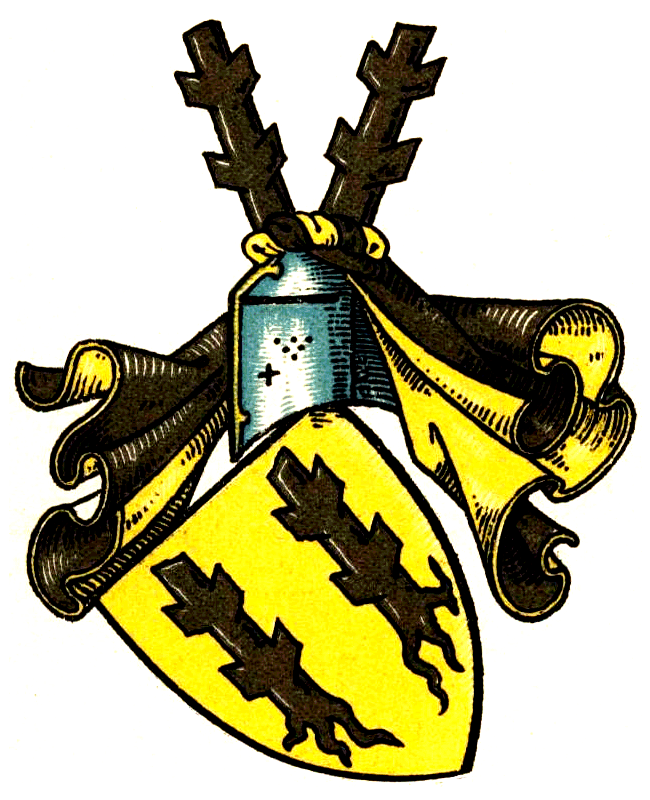
Wappen derer von Dorgelo

Dorgelo (auch Dorgeloh, Doringhelohe oder Dörgeloh) ist der Name eines Adelsgeschlechts, das früher seinen Stammsitz in dem Varreler Ortsteil Dörrieloh (Landkreis Diepholz) in Niedersachsen hatte. Daneben gibt es noch die ganz offensichtlich daraus hervorgegangenen bürgerlichen Namen Dorgelo, Dorgeloh, Dorgelo(h)e, Dörgelo, Dörgeloh, Dorgerloh und Doringelo.

## Geschichte
Der zuerst (1381) urkundlich erwähnte Angehörige des Adelsgeschlechts ist Dethard von Doringelo (auch Dethard von Doringhelo bzw. Dethardus Doringerlo genannt). Er versetzte 1381 das Brockmannshaus zu Nottenstede (Natenstedt) an Sankt Hülfe. Ein Otto von Doringelo, mutmaßlich Dethards Bruder, war 1391 Vogt in Vörden. Als Vogt im Münsterland baute er ein Gut an der Lethe zur Burg Lethe aus. Der letzte adlige männliche Namensträger der Linie zu Lethe verstarb dort im Jahr 1654.
Die verschiedenen Zweige des Adelsgeschlechts verbreiteten sich von ihrem Stammsitz Dörrieloh aus in nordwestlicher und in südwestlicher Richtung über Oldenburg sowie die Bistümer Osnabrück und Münster. Über Jahrhunderte hinweg werden immer wieder in Listen Vertreter der Familie von Dorgelo als Burgmannen der Burg Vechta, eines Außenpostens des Hochstifts Münster, aufgeführt, die in der Nähe der Burg einen eigenen Burgmannshof besaßen. Im 16. Jahrhundert erwarben die Dorgelos mehrere Güter, darunter Gut Loxten, Gut Twistel und die Schleppenburg. Zeitweilig befanden sich Gut Bomhof und Gut Welpe im Besitz der Familie.
Im Zuge der Reformation teilte sich das Adelsgeschlecht in eine katholische und eine protestantische Linie. Der Stammsitz Dörrieloh in der nunmehr evangelischen Grafschaft Diepholz wurde 1578 von der katholischen Linie derer von Dorgelo verkauft.
Zum Stammsitz der katholischen Linie der Familie wurde das 1511 erworbene Gut Brettberg, das nach dem Aussterben der Linie Dorgelo zu Brettberg 1835 verkauft wurde. Eine Nebenlinie bewohnte das Gut Höven in der Nähe von Wardenburg. Der letzte Vertreter der Linie Dorgelo zu Höven, August Wilhelm Anton von Dorgelo (geboren 1762), starb 1855 kinderlos. Sein Großneffe, der preußische Oberst Ludwig Heinrich Freiherr von Lützow (1824–1899) erbte das Gut unter der Auflage, sich in Zukunft „von Dorgelo“ zu nennen. Im Jahr 1864 wurde das Gut Höven verkauft. Träger des Namens „von Lützow genannt von Dorgelo“ lebten noch in der Mitte des 20. Jahrhunderts.
Aufgrund der Zerstörung des Kirchenarchivs in Weyhe im Jahr 1776 lässt sich die Geschichte der evangelischen Linie der Dorgelos nur schwer rekonstruieren. Tatsache ist, dass im Gebiet der ehemaligen Grafschaft Hoya der Name Dorgeloh heute noch gehäuft vorkommt. Dorgelohs aus dem Raum Bremen wanderten im 17. Jahrhundert auch in die Niederlande aus.
Träger des Namens „von Dorgelo(h)“ gibt es heute nicht mehr. Allerdings können Adelige (z. B. der Darener Zweig der Familie von Frydag) und zahlreiche Bürgerliche ihren Stammbaum auf weibliche Angehörige der Familie von Dorgelo zurückführen. Auf welche Weise heutige bürgerliche Namensträger von dem Adelsgeschlecht abstammen, ist nicht vollständig geklärt. Jan Derk Dorgelo vermutet in seiner Familienchronik (siehe unter Weblinks), dass die Dorgelos, die heute noch im Landkreis Vechta leben, aus der zweiten Ehe Friedrich von Dorgelos (1641–1720) mit seiner Köchin hervorgegangen sein könnten. Der Verzicht auf das „von“ wäre demnach der Preis, den Friedrichs Kinder für seine „Mesalliance“ hätten zahlen müssen.

## Wappen
Es existieren verschiedene Interpretationen über die Herkunft des Familienwappens dieses im Niederstift Münster heimischen Geschlechts. Das Wappen zeigt in Gold zwei ausgerissene pfahlweise gestellte Baumstämme, jeder auf der Seite mit zwei oder drei gestümmelten Ästen. Auf dem Helm mit schwarz-goldenen Decken und Wulst sind die Stämme nach außen geneigt. Ein solches „redendes“ Wappen bedeutet wahrscheinlich „verdorrter Wald“. Redende (sprechende) Wappen entstanden im 11. bis 13. Jahrhundert. Sie würdigten zumeist eine besondere Leistung der Familie. Offensichtlich wurde die Familie für etwas geadelt (Landadel), das im weitesten Sinne mit Wald zu tun hatte. Möglicherweise haben sie Sumpf/Moorgebiete trockengelegt und Wald angepflanzt oder sie haben Wald gerodet. Die Familie führte ihren Namen nach dem Ort Dörrieloh, wo sie bis 1578 den Engelken-Sattelhof besaß. Manche sagen auch, der Ort führe seinen Ortsnamen nach der Familie. Der Sattelhof war ein Lehen des Bistums Minden. Aus ihm wurde ein landtagsfähiges Rittergut. Der Familien- und Ortsname Dörrieloh bedeutet nach Nutzhorn „Wald des Dörrie“. Andere interpretieren ihn als „trockener Wald“ (Dörrieloh lag umgeben von großen Moor- und Sumpfgebieten), wieder andere meinen, er heißt „Thüringer Wald“ (Rüthning) und die Familie sei mit ihrem Wappen aus dem Thüringer Wald zugewandert.
Das Wappen der Familie von Dorgelo befindet sich unter anderem über dem Eingang des Gutshauses von Gut Brettberg in Lohne, das nach einem Brand 1895 neu errichtet wurde; es hat den Brand des Vorgängergebäudes heil überstanden. Ferner ist das Wappen auf dem Epitaph von Albrecht von dem Bussche zu Hünnefeld und Ippenburg in der Nikolauskirche Bad Essen angebracht.
Das Dorf Höven hat das Dorgelo-Wappen als Dorfwappen übernommen.

## Wirkungs- und Gedenkstätten
Alfhausen: Das Landgut Schleppenburg ging von der Familie von Brawe in den Besitz der Familie von Dorgelo über und wurde später Werner Jakob von Dorgelo zugeteilt, der jedoch am 23. März 1615 wegen einer „unstandesgemäßen Heirat“ enterbt wurde. Weiterer Besitzer von Schleppenburg wurde Caspar von Dorgelo. Vom Landgut Schleppenburg sind noch Fundamente zu finden.
Bad Essen: In der St. Nikolaikirche befinden sich viele Epitaphe. Mit sechs Wappen wird an adlige Familien erinnert, die sich Verdienste in der Gemeinde erwarben. Eines von diesen Wappen ist das derer von Dorgelo.
Bakum: Das Landgut Daren ist heute im Besitz der Familie von Frydag. Früher war es im Besitz der Familie von Kobrinck. Gertrud Elise von Kobrinck war verheiratet mit Wulfert von Dorgelo zu Welpe.
Berge: In der Kirche des Börsteler Damenstifts befindet sich ein Grabstein von Magdalena von Dorgelo, Tochter von Johann von Dorgelo und Fredeke von Bernefuer. Sie war Äbtissin von Börstel und starb 80-jährig. Ihr Grabstein befindet sich im Chor der Kirche.
Cloppenburg: Das Amt mehrerer Droste des Niederstifts Münster in Cloppenburg wurde von der Familie Dorgelo ausgeübt. Der erste Drost des von der Grafschaft Tecklenburg eroberten Cloppenburg war ab dem 21. März 1394 Otto von Doringerloe. Ein weiterer Otto von Dorgelo war im Jahr 1461, Herbord von Dorgelo zu Lethe von 1474 bis 1507 Drost von Cloppenburg.
Dörrieloh: In Dörrieloh findet man noch heute das ehemalige landtagsfähige Rittergut, den Engelken-Sattelhof, Lehen des Bistums Minden. Diedrich oder Otto von Dorgelo verkaufte 1580 das Familiengut. Heute befindet sich der Sattelhof Nr. 20 im Besitz der Familie Gödeker. Im August 1977 fand man in einem alten Schrank, der in diesem Gehöft stand, 40 alte Lehnsbriefe, worin der Bischof von Minden den Sattelhof an die Familie von Dorgelo zu Lehen gab. Diese sind im Archiv von Diepholz aufbewahrt. Das Archiv in der Schule von Dörrieloh beginnt mit Dethard von Dörrieloh (1381). Der Heimat- und Verschönerungsverein Dörrieloh hat 1991/1992 im Ortszentrum auf einem Findling das Wappen der Nachfahren der von Doringherloes anbringen lassen, das auch als Ortswappen dient.
Emstek: Die Burg Lethe lag am linken Ufer der Lethe. 1393 soll Otto von Dorgelo, bevor er Drost von Cloppenburg wurde, diese Schutz- und Zollburg errichtet haben, um die Grenze nach Nordosten und der wichtigen Flämischen Straße zu sichern. Die Burg Lethe wurde später zu einem umfangreichen Gut erweitert und mehrere Generationen lang von den Dorgelo(h)´s bewohnt. Nach einer Karte von 1564 umfasste die „Leedburg“ ein Wohnhaus mit zwei Stockwerken, eine massive Kapelle und mehrere Stallgebäude. Die Begräbnisstätte befand sich auf dem Chor (Evangelienseite) der alten Emsteker Kirche. Im Jahre 1654 starb die Familie Dorgelo(h) auf Lethe mit Caspar von Dorgelo aus. Nahe beim Landgut befindet sich eine Insel im Fluss Lethe, wo die frühere Burg gestanden hat, auf der die von Dorgeloh´s etwa vom 14. bis 17. Jahrhundert lebten. Zum Teil sind die Fundamente noch zu sehen. Alle Funde, die bei Ausgrabungen gemacht wurden, sind im Landesmuseum Oldenburg archiviert.
Freren: Elisabeth von Schade, Tochter von Johann Heinrich von Schade und Elisabeth von Dorgelo (Besitzerin vom Landgut Ihorst) erbte das Landgut Hange, ehemals Stammsitz des Geschlechts von Hange (seit 1303). 1874 wurde das Gut weiterverkauft. Später gelangte es 1910 an das Georgstift in Thuine. Die Thuiner Schwestern vergrößerten es durch eine Kapelle. Das alte Landgut dient heute karitativen Zwecken. An der Nordseite vom gegenwärtigen Eingang ist ein Grabstein eingemetzelt mit dem Wappen derer von Voss und von Dorgeloh mit der Randschrift: „ANNO 1658 DE MEI 29 IST DER HOCHEDELL GEBHORNER JOHANN ANDREAS VOSS SHONN VOM HEREN SELICH IM HEREN ENTSCHLAFFEN SEINES ALTERS 13 (?) JHAR DER SEEL GOTT BEGNADE.“
Friesoythe: 1439 besaß Evert von Kobrinck eine Burg in Altenoythe. Heute existieren nur noch Fundamente von der Burg. Wulfert von Dorgelo zu Welpe war verheiratet mit Gertrud Elise von Kobrink. In der Kirche von Altenoythe befindet sich ein prächtiges Epitaph von der Familie Kobrinck-Grothaus von 1675 mit den Wappen der Familie.
Hessisch Oldendorf: Das Damenstift Fischbeck befindet sich am Ufer der Weser. Hier befindet sich ein alter Grabstein des 1580 gestorbenen Stiftfräuleins Anna von Dorgelo, Tochter von Wulfert von Dorgelo und Magdalena von Quernheim. Auf einem Wandteppich ist die Legende von Fischbeck aufgestickt. An dieser Wandbekleidung haben verschiedene adlige Damen mitgewirkt, so auch Gisela von Dorgelo, Annas Schwester, erkennbar am oben rechts im Wandteppich eingestickten Familienwappen derer von Dorgelo.
Holdorf: Das Landgut Ihorst, das heute im Besitz der Familie von Spee, befindet sich im Nordosten von Holdorf. Von hier stammte Heinrich von Schade, der mit Elisabeth von Dorgelo getraut war; sie war die Tochter von Rötger von Dorgelo.
Lohne: Das ehemalige 115 ha umfassende Gut Querlenburg ist aus einem Bauernhof (1290: „Querlenborg“) hervorgegangen und liegt im Süden von Lohne in der Brockdorfer Mark. Durch Heirat kam das Gut dann 1602 an Johann von Dorgelo auf Welpe, später durch Heirat an Ewo van Jemigum (auch Jemgum) aus Norden. Heute besteht diese Burg nicht mehr.
In der Kirche St. Gertrud in Lohne steht im Turm das gemeinsame Grabmal (Grabplatte) von Otto von Dorgelo († 1584) und Elske von Korff-Schmiesing († 1605), die 1542 geheiratet hatten. Das benachbarte Grabmal erinnert an Friedrich von Dorgelo und an seine Frau Maria Catharina von Voss zu Enniger.
Um 1400 erfolgte der Bau der ersten Burg Brettberg auf einem Teil eines Meyerhofes durch Hermann von Elmendorpe. Dieser Teil trug den Namen „De Brede Berg“. Um 1471 wurde das Gut an Diedrich von Dinklage, der eine Elmendorffstochter zur Frau hatte, verpfändet. Eine Elske von Elmendorf heiratete Otto von Dorgelo vom Gut Lethe. Johann von Dorgelo, der Sohn Ottos und Elskes, hatte von seinem Vater so viel geerbt, dass er das Gut Brettberg von Rolf von Dinklage, dem Bruder Diedrichs, wieder einlösen konnte. Späterer Erbe von Brettberg wurde Johanns jüngster Sohn Rötger von Dorgelo. Dessen Enkel Fritz von Dorgelo erbaute die zweite Klus in Südlohne. Sein Grabmal steht in Lohne im Turm von St. Gertrud. Letzter von Dorgelo auf Brettberg war Anton Heinrich Bernhard von Dorgelo († 1776). Durch verschiedene Erbschaften und Heirat kam das Gut schließlich stark verschuldet in andere Hände. Heute befindet sich das Gut im Besitz der Familie Gellhaus. Das Familienwappen derer von Dorgelo ist links oben über dem Eingangsportal (Westseite vom Eingang) an der Wand zu sehen. Im Gutsarchiv Füchtel bei Vechta befindet sich weiteres Material über die Angehörigen der Familie von Dorgelo auf Brettberg.

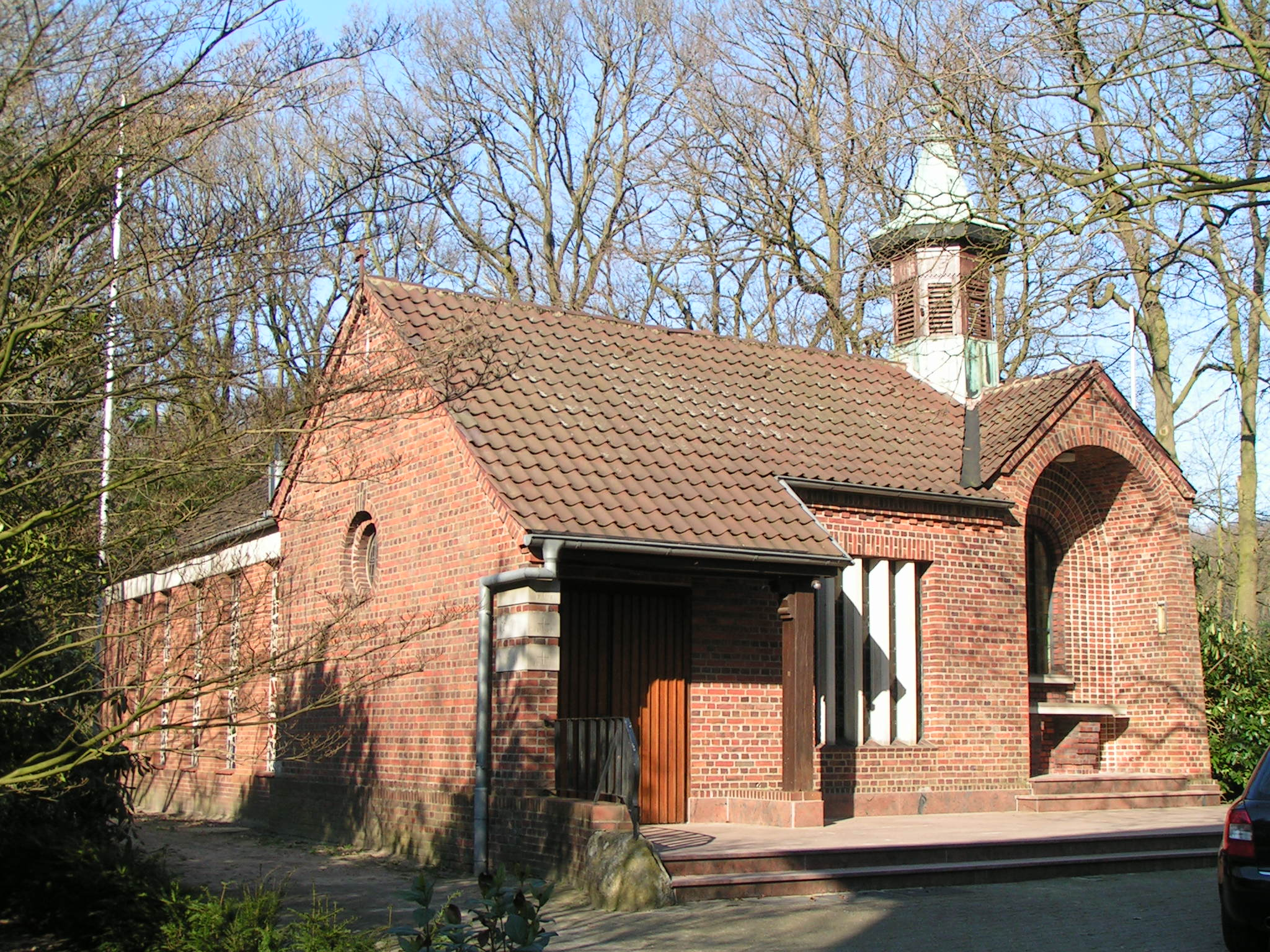
Kapelle St. Anna Klus in Südlohne

Die Anna Klus ist eine Wallfahrtskapelle zu Ehren der hl. Anna. Sie liegt in Südlohne am nördlichen Rande des ehemaligen Dagersloh am Pickerweg, am Fuße des Hamberges in der Nähe einer Furt bei einer Quelle, die als Gnaden-Quelle geschätzt wird. Die erste Klus, wahrscheinlich schon vor 1300 von einem heimkehrenden Kreuzfahrer gegründet, wurde im Spanisch-Niederländischen oder im Dreißigjährigen Krieg zerstört. Die zweite Klus wurde 1680 durch Fritz von Dorgelo in Form eines Achtecks erbaut. Die Dorgelos unterhielten von 1684 bis 1742 bei der Klus einen eigenen Seelsorger. In einem bischöflichen Visitationsprotokoll von 1703 wird über die Quelle berichtet, dass früher viele Kranke davon getrunken hätten und geheilt worden seien. In der Klus hingen nach mündlichen Berichten alter Leute verschiedene Votivgaben, u. a. Brillen, Krücken und silberne Herzen. 1873 brach man die Reste der Klus ab. Der „Klausgarten“ wurde Ackerland. Am St.-Anna-Tag, dem 26. Juni 1949, wurde die dritte Klus eingeweiht. Jährlich kommen zum St.-Anna-Tag 5000 bis 10000 Gläubige.

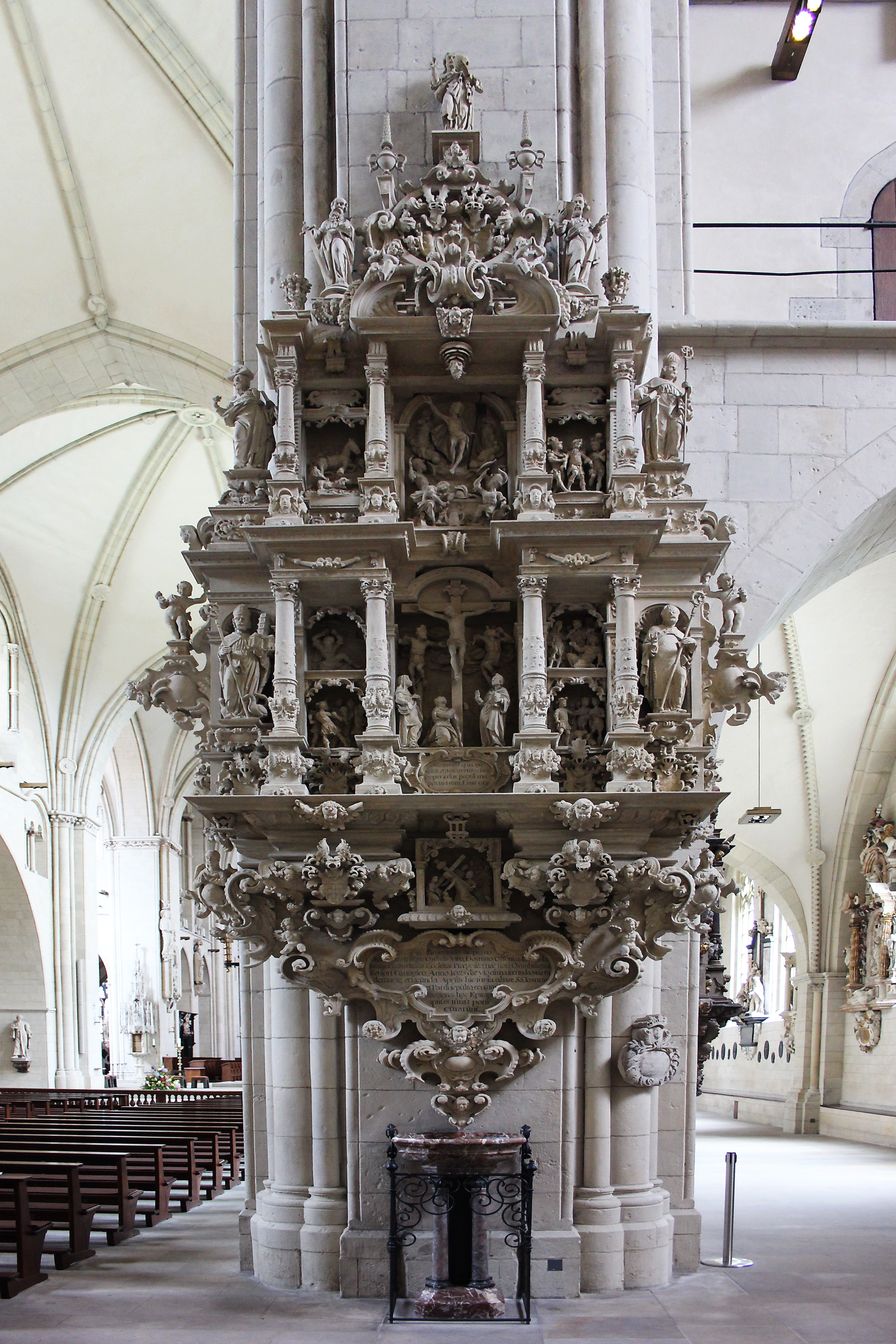
Epitaph des Dompropstes Otto von Dorgelo im St.-Paulus-Dom zu Münster

Münster: Im St.-Paulus-Dom befindet sich das Epitaph des Dompropstes Otto von Dorgelo (1565–1625), der vom Gut Brettberg stammte, einer „Säule des Katholizismus“ im Niederstift Münster, der maßgeblich bei der Rekatholisierung des Niederstifts Münster mitwirkte, das zuvor 70 Jahre lang (seit 1543) lutherisch gewesen war. Das wuchtige 7,5 × 3,2 Meter große Dorgeloh-Epitaph am Südwestpfeiler des Doms ist aus Sandstein; es wurde vom Bildhauer Melchior Kribbe 1625 im Stil der ausgehenden Renaissance geschaffen und hat einen recht komplizierten architektonischen Aufbau mit einer Überfülle von Bildern und Figuren. Seine Inschrift lautet:
„ADMODUM REVERENDO AC PRAENOBILI EQUESTRISQUE ORDINIS VIRO DOMINO OTTONI A DORGELO, HUIUS CATHEDRALIS ECCLESIAE PRAEPOSITO, NEC NON OSNABRUGENSIS SENIORI CANONICO ANNO 1625 DIE VIGESIMA SECUNDA MARTII DEFUNCTO ET SECUNDA APRILIS HIC IUXTA ALTARE SS. JOANNIS ET PAULI SEPULTO CONSTITUTI EXECUTORES HOC EPITAPHIU(M), IPSIUS IUSSU PONI CURARUNT.“ (Übersetzung: „Dem hochwürdigen und edlen Ordensritter Herrn Otto von Dorgelo, Propst dieser Domkirche wie auch Senior des Domkapitels zu Osnabrück, der am 22. März 1625 verstorben und am 2. April hier am Altar der heiligen Johannes und Paulus begraben ist, haben die eingesetzten Testamentsbevollmächtigten auf sein Geheiß hin dieses Epitaph setzen lassen“).
Die Stifterfigur St. Lambertus, eine Steinfigur, ist ebenfalls eine Stiftung des Dompropstes Otto von Dorgelo. sie trägt die Inschrift: „A°1600“ und „OTTO DORGELO CATHED: MON: ET OSNAB : ECCLIARUM CANON:“.
Am Hochaltar stiftete der Dompropst 1622 eines der Gemälde der Außenflügel mit der Inschrift: „OTTO A DORGELO DE BRETBERG HUIUS CATHED(RALIS) ECCLESIAE PRAEPOSITUS, HANC DE MIRACULIS VESTIUM S. PAULI HISTORIAM FIERI FECIT ANNO 1622“.
Ebenfalls 1622 stiftete Otto von Dorgelo eine Silberfigur der hl. Maria Magdalena. Die Figur ist 47 cm hoch, silbergetrieben, teilweise vergoldet und wurde nach einer Inschrift am Sockel im Jahre 1623 dem Dom vom Propst Otto von Dorgelo geschenkt. Am Fuß der Figur befindet sich die Inschrift: „AD HONOREM DIVINAE MAIETATIS ET DEVOTIONIS GRATIA ERGA SANCTAM MARIAM MAGDALENAM SUMMAM AMICAM DEI REVERENDUS AC PROENOBILIS 1D.OTTO DORGELOH DE DE(!) BREDTBERGH CATHEDRALIUM ECCLESIARIUM MONASTERIENSIS PROEPOSITUS ET OSNABRUGENSIS CANONICUS SENIOR FIERI FECIT: ANNO: 1623“.
Neuenkirchen: Auf dem Landgut Horst bei Alfhausen wohnten drei Generationen der Familie von Dorgelo: Wulfert, Ludwig und Adolf von Dorgelo als Familienoberhäupter.
Nieder-Girbigsdorf (Schöpstal): Adam Barthold Ludwig von Lützow, Besitzer des Rittergutes Nieder-Girbigsdorf bei Görlitz, erhielt laut preußischer Kabinettsorder vom 16. Juli 1862 die Erlaubnis zur Fortführung des Freiherrentitels und zur Annahme des Namens „von Dorgelo“ infolge testamentarischer Verfügung seines Großonkels, des 1828 verstorbenen großherzoglich-oldenburgischen Hofmarschalls von Dorgeloh auf Höven, als Universalerbe und Substitut für dessen Sohn und nächsten Erben, des im Jahre 1855 ohne männliche Deszendenz verstorbenen August Wilhelm Anton von Dorgelo. Die Linie nannte sich fortan Freiherren von Lützow genannt von Dorgelo und erbte Gut Höven, verkaufte es jedoch schon wieder im Jahre 1864.
Nortrup: Im Süden von Nortrup befindet sich Schloss Loxten, das seit 1682 im Besitz der Familie von Hammerstein ist. 1593 befand es sich noch im Besitz von Ilse von Dorgelo, Tochter von Jürgen von Dorgelo zu Lethe und Anna von Brawe, und Johann von Dincklage, der am 19. November 1593 Ilse von Dorgelo heiratete.
Oldenburg: Der im Rokokostil in der Zeit Herzog Friedrich Augusts erbaute „Dorgeloh“-Ofen im Residenzschloss und ein Teil der Wandtäfelung des von Dorgeloh´schen Gutes Höven bei Wardenburg (gebaut um 1790) sollen sich noch heute im Landesmuseum Oldenburg befinden. Beide Stücke vermitteln einen Eindruck von der würdigen Ausstattung der damaligen Landsitze. Auf der gusseisernen Ausführung ist das Familienwappen derer von Dorgelo abgebildet.
Osnabrück: Jürgen (Georg) von Dorgeloh zu Lethe war Besitzer des Kurienhofs in Osnabrück.
Die Aufschwörungstafel von Wulfert von Dorgeloh zu Welpe im Ritterschaftsarchiv zu Osnabrück zeigt die Wappen: Dorgeloh – Quernheim – Arensell – Bassen sowie Dorgeloh – Schmising – Weddesche – Hoberg.
Ostercappeln: Auf dem Kirchhof in Ostercappeln befindet sich ein Grabstein von dem Ehepaar Jobst Prenger und Anna von Dorgelo, Tochter des Wulfert von Dorgelo zu Lethe und Apollonia von Sloen genannt Gehle.
Quakenbrück: Hier stand in der Burgstraße 7 ein Burgmannshof. Als Johann von Dincklage am 19. Nov. 1593 Ilse von Dorgelo zu Schleppenburg heiratete, beschloss er, dass seine Frau nach seinem Tode den Burgmannshof bekommen soll. Dies geschah dann im Jahre 1625, als seine Frau am 28. Januar Witwe wurde. Diese Ilse, auch Elske genannt, war die Tochter von Jürgen (Georg) von Dorgelo zu Lethe und Anna von Brawe.
Paderborn: Im Paderborner Domkapitel existiert ein Grabmal von Christoph Andreas Anton von Elmendorff († 1779), der am 11. März 1747 durch Kaiser Franz ins Paderborner Domkapitel berufen und am 28. Mai aufgeschworen wurde. Sein Grabmal steht zwischen Atrium und Zugang zum Westflügel des Dompürtings (Kreuzgang). Nach der sehr ausführlichen Inschrift ist er mit 60 Jahren gestorben, war 25 Jahre Priester, 4 Jahre Domdechant und 19 Jahre Propst am Busdorfstift. Das Grabmal wird links und rechts von zwei Säulen eingerahmt, auf denen je 8 Familienwappen zu sehen ist, u. a. das Familienwappen von Elisabeth von Dorgeloe zu Brettberg.
Ringstedt: Die Kirche St. Fabian zu Ringstedt wurde von der Adelsfamilie von der Lieth aus Alfstedt genutzt (s. a. Grabplatten in Bederkesa). Links im Altarraum hängt eine Tafel an der Wand, auf der Clawes van der Lidt (Vater) und Willem van Dorgelo (Mutter) zusammen mit den beiden Großmüttern Anna von der Decken und Anna Brawe, alle vier Personen mit ihren Familienwappen dargestellt, den Tod ihres bei Goldenstedt gefallenen Sohnes Harmen Baltzer van der Lidt († 1639) betrauern.
Vechta: Gut Bomhof in Langförden war im 12. und 13. Jahrhundert Stammsitz der Herren von Spredowe bzw. Langenforde. Am 25. Juni 1467 wurde Johann von Weddesche mit diesem Landgut belehnt. Sein Sohn Dethard hatte eine Tochter Anna, die Johann von Dorgelo zu Brettberg heiratete. Im Testament von 1599 wurde Rötger von Dorgelo zu Brettberg Erbe des Gutes Bomhof. Im Jahre 1648 verkaufte Rötgers Sohn das Gut Bomhof an einen Drosten von Cloppenburg. An der Hinterseite des Bomhof findet man noch heute das Familienwappen der von Dorgelos neben dem der Familie Korff-Schmysing auf einer eingerahmten Gedenktafel. Otto von Dorgelo, Domherr von Osnabrück und Dompropst von Münster hat 1618 vor dem Haus Bomhof 2 Gedenktafeln mit der Inschrift machen lassen: „REVERENDUS AC NOBILIS DOMINUS OTTO DORGERLO, CATHEDRALIUM ECCLESIARUM MONASTERIENSIS PRAEPOSITUS ET OSNABRUGENSIS SENIOR CANONICUS FIERI FECIT ANNO 1618“. Heutiger Besitzer des Gutes ist Freiherr von Fricken.
Auf dem Landgut Füchtel wohnte heute die Familie von Merveldt. In der Halle des Landgutes sind zwei Wappen der Familien von Dorgelo und von Elmendorff zu sehen, die früher das Gut bewohnten.
Das Gut war früher ein sehr großer Hof, der im 14. Jahrhundert in Ober- und Niederwelpe geteilt wurde. Ende des 15. Jahrhunderts war Wulfert von Dorgelo, Sohn des 1607 zu Brettberg verstorbenen Otto von Dorgelo, im Besitz von Nieder- und Oberwelpe sowie eines herrschaftlichen Hauses. 1682 kaufte Jobst Falke, Drost von Wildeshausen, das Gut. Heute ist es im Besitz der Familie von Merveldt. Auf einem Gebäude, dessen Giebel reiches Flachornament ziert, findet man noch das Wappen der Familie von Dorgeloh.

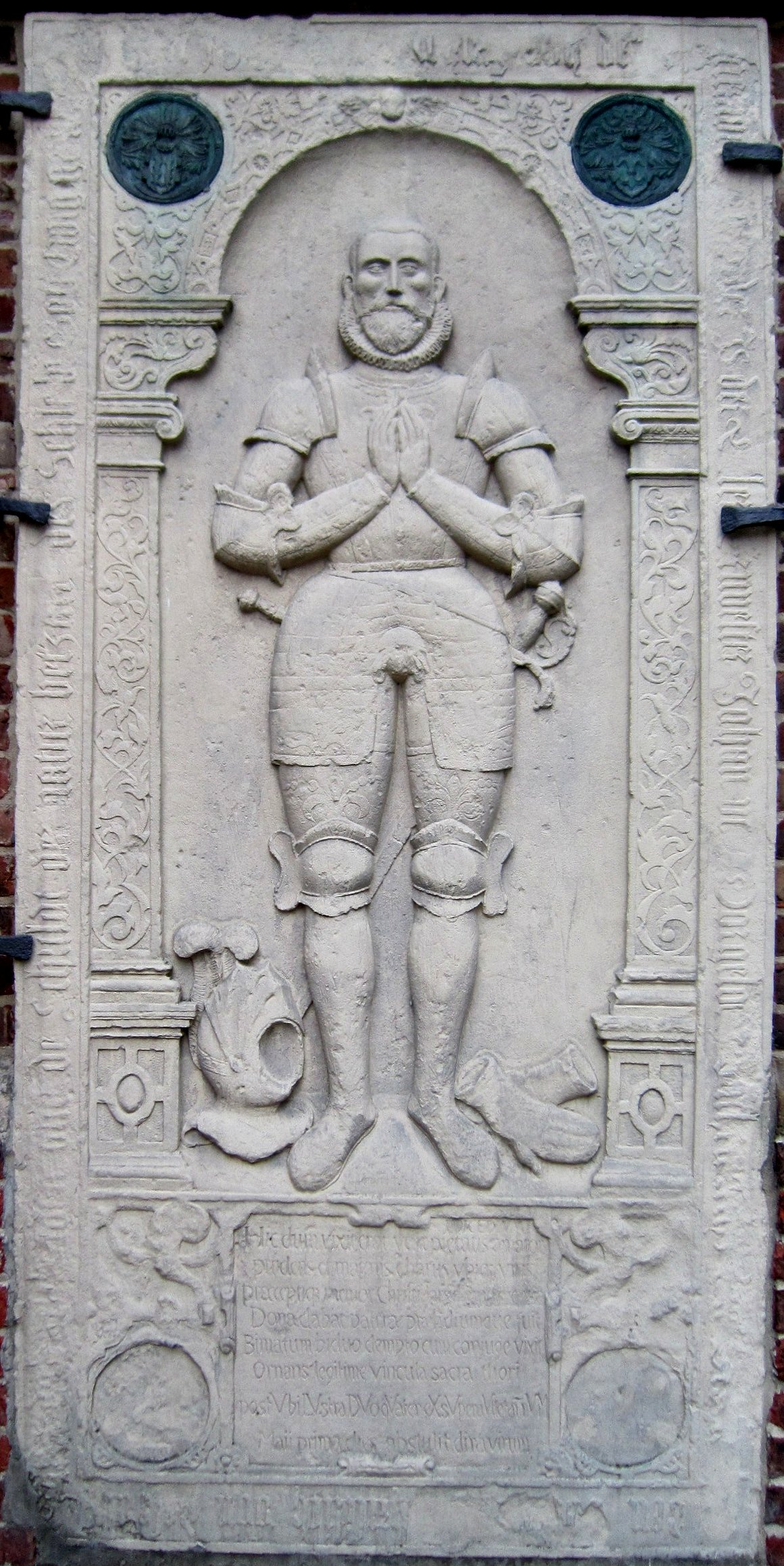
Sandsteinplatte zum Gedenken an Johann von Dorgelo an der Außenmauer der Propsteikirche zu Vechta

Neben dem südlichen Seiteneingang der Propsteikirche St. Georg in Vechta steht das Grabmal (Grabplatte) von Johann von Dorgelo, dem ältesten Sohn von Otto von Dorgelo und Elske Korff-Schmysing von Brettberg, der nach zweijähriger Ehe 1597 verstarb. Ein Epitaph zeigt die Figur eines Ritters und die Wappen von Dorgelo, Smysing, Weddesche sowie Hoberg.
Wardenburg: Die früheste Erwähnung von Gut Höven geht auf eine Urkunde von 1390 zurück, in der „ein Haus ton Höven“, damals im Besitz der Fürsten von dem Porsenberge, genannt wurde. Ehemals im Besitz der Junker von Raden, stand am 14. Oktober 1678 die „hochehrbare hochtugendreiche Jungfrau Auguste Anna Sophia von Rahden, Erbtochter zu Höven“, mit dem „hochwohlgeborenen gestrengen mannhaften Herrn Johann Rötger von Dorgelo, hochfürstlich münsterischer wohlbestallter Hauptmann von Brettbergen“, in Wardenburg vor dem Traualtar. August Wilhelm Anton von Dorgelo († 1855) war der letzte männliche Nachkomme seines Stammes in Höven. Da dieser 1855 ohne Nachfahren starb, kam das Gut an Baron von Lützow, genannt von Dorgelo, der es 1864 verkaufte. Auf dem Grab von A.W.A von Dorgelo im Wardenburger Kirchhof stand zumindest noch bis 1912 ein eisernes Kreuz mit der Inschrift: „A.W.A. von Dorgelo. Major in preußischen Diensten und Ritter des Eisernen Kreuzes. Geboren 1762 Dezember 23 und gestorben 1855 Oktober 20 auf Gut Höven. Ich lebe und ihr sollt auch leben. Joh. 14, 19.“. An der Hauswand des Gutes, das heute im Besitz der Familie Addicks ist, findet sich noch immer das Familienwappen derer von Dorgelo. Auf der der Landstraße gegenüberliegenden Seite befindet sich ein zwei Meter hoher Grabhügel, unter dem Adam Levin von Dorgelo (Dörgeloh) bestattet ist.
In der Kirche zu Wardenburg hängt das Wappen, das an Otto Caspar Dietrich von Dorgelo (19. April 1692 bis 30. März 1719) erinnern soll. Auf dem Begräbnisplatz dieser Kirche befindet sich das Grab von August Wilhelm Anton von Dorgelo.